# Hitzewelle in Nordamerika 2021

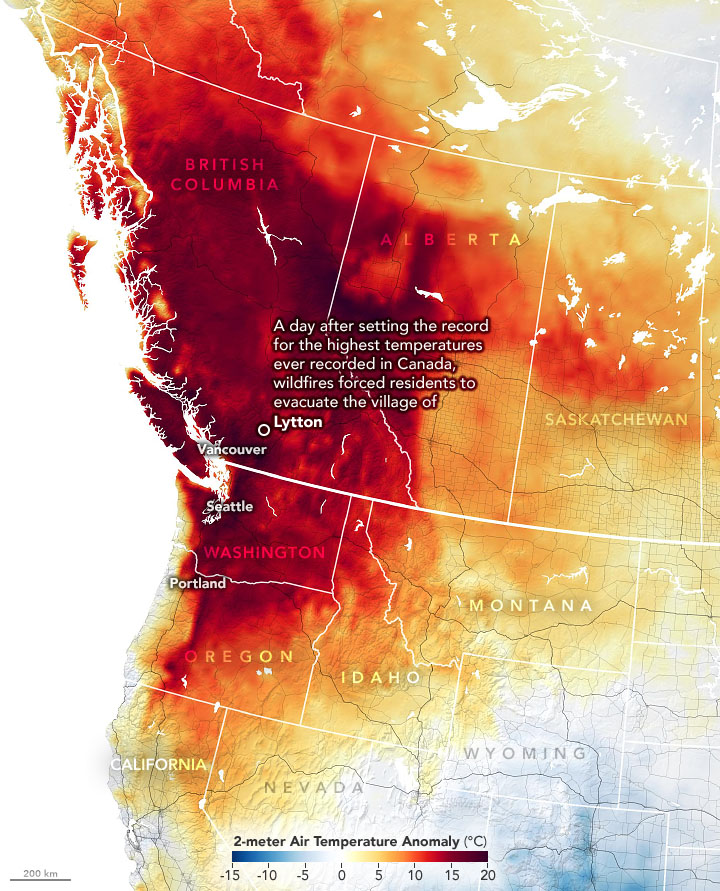
Temperaturabweichung am 29. Juni 2021 verglichen mit dem Durchschnitt dieses Tages im Zeitraum 2014–2020 (in Grad Celsius)

Die Hitzewelle 2021 in Nordamerika war eine Serie extremer Hitzewellen, die einen Großteil des pazifischen Nordwestens und Westkanadas im Sommer 2021 traf. Insbesondere traf sie das westliche Nevada, Nordkalifornien, Oregon, Washington und Idaho in den Vereinigten Staaten sowie British Columbia und in der späteren Phase Alberta, Saskatchewan, Yukon und die Nordwest-Territorien in Kanada. Zugleich kam es zu ungewöhnlich vielen Blitzeinschlägen und vermehrten Waldbränden.
Die Hitzewelle Ende Juni gilt als Jahrtausendereignis und wird von Wissenschaftlern, Wetterdiensten und Medien als beispiellos in der bekannten Geschichte der Region beschrieben. Sie trat ungewöhnlich früh im Sommer auf. Die Höchsttemperaturen wurden um den 25. bis 30. Juni erreicht und brachen zahlreiche regionale Temperaturrekorde deutlich. Die Hitzewelle wurde durch die anhaltende Dürre im Nordwesten Amerikas verstärkt. Als wichtiger begünstigender und verstärkender Faktor wurde zudem die globale Erwärmung ausgemacht, ohne deren Zutun eine Hitzewelle dieser Intensität kaum denkbar gewesen wäre.
In der zweiten Juliwoche trat erneut extreme Hitze an der Westküste der USA auf, insbesondere in Kalifornien, Nevada und Arizona. Mitte August kam es im Nordwesten Amerikas zu einer weiteren Hitzewelle. In Kalifornien, Nevada, Washington und Oregon war der Juli 2021 der heißeste Monat seit Beginn der Aufzeichnungen Ende des 19. Jahrhunderts; in fünf weiteren US-Bundesstaaten wurden bestehende Rekordwerte annähernd erreicht.

## Ursachen

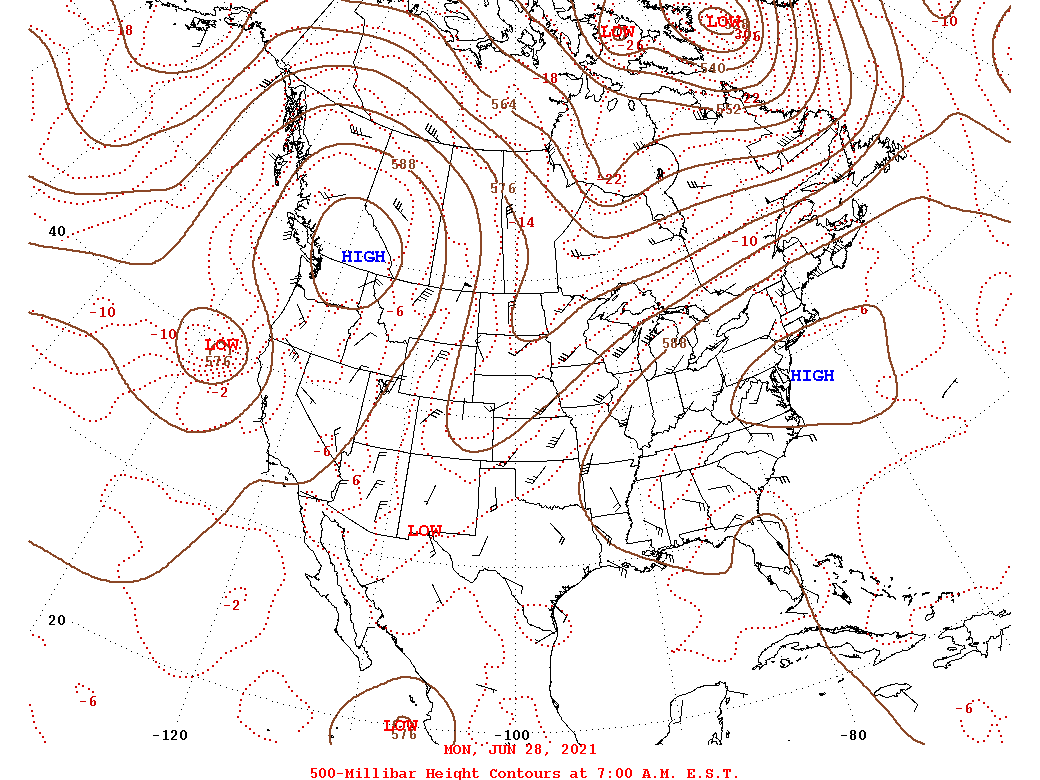
500 mb Karte der Hoch- und Tiefdruckgebiete in Nordamerika am 28. Juni 2021, 11:00 UTC

### Hitzestau
Die Extremtemperaturen in der Region wurden durch eine Atmosphärische Blockierung eines Hochdruckgebietes und den resultierenden Hitzestau („Hitzeglocke“) ausgelöst. Aufsteigende warme Luft wird durch das Hochdruckgebiet wieder nach unten gedrückt, sodass die Temperaturen weiter steigen. Die Hitzekuppel war die stärkste, die jemals in dieser Region beobachtet wurde. Unter anderem durch die besonders langen Tage Ende Juni konnten die Temperaturen außergewöhnlich stark steigen.
Als weiterer begünstigender Faktor wurde ebenfalls die Wechselwirkung zwischen dem Jetstream und einem Tropischen Sturm im Pazifik diskutiert.
Der Tropensturm nahe Japan verursachte eine mäandernde Verwirbelung des Jetstreams.
Auf dem Weg nach Nordamerika verstärkte sich die Atmosphärische Rossby-Welle, bis sie schließlich brach und so ein stationäres Hochdruckgebiet über dem Nordwesten Amerikas bildete, während gleichzeitig ein Tiefdruckgebiet vor der Küste lag. Die Luftdruckdifferenz zwischen beiden drückte kühle Ozeanluft von der Küste weg nach Westen und warme Luft Richtung Küste. Über die Rocky Mountains und das Kaskadengebirge wärmte sich die Luft zudem hangabwärts durch den zunehmenden Luftdruck weiter auf. Der Ostwind hatte somit einen verstärkenden Effekt.

### Trockenheit

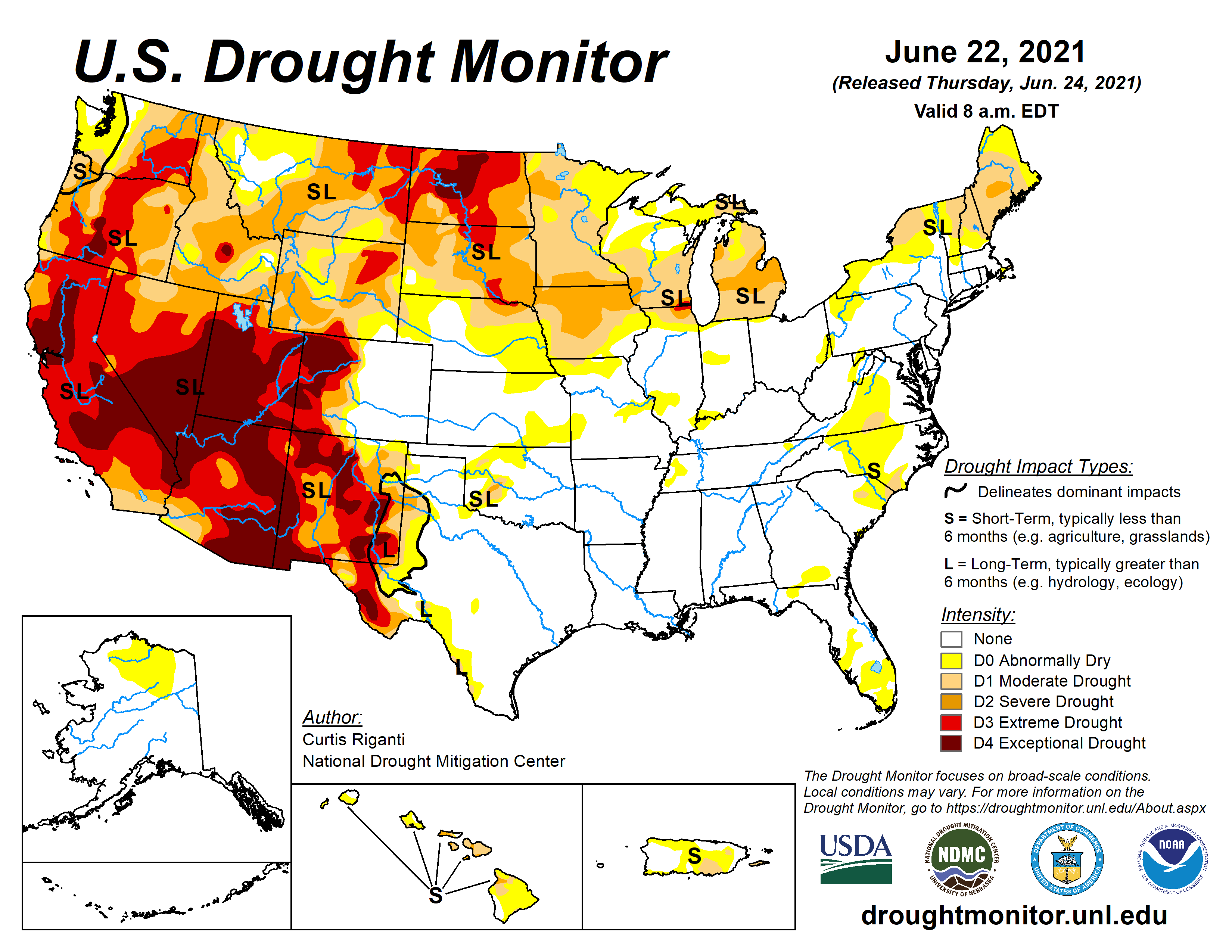
Dürremonitor USA, 22. Juni

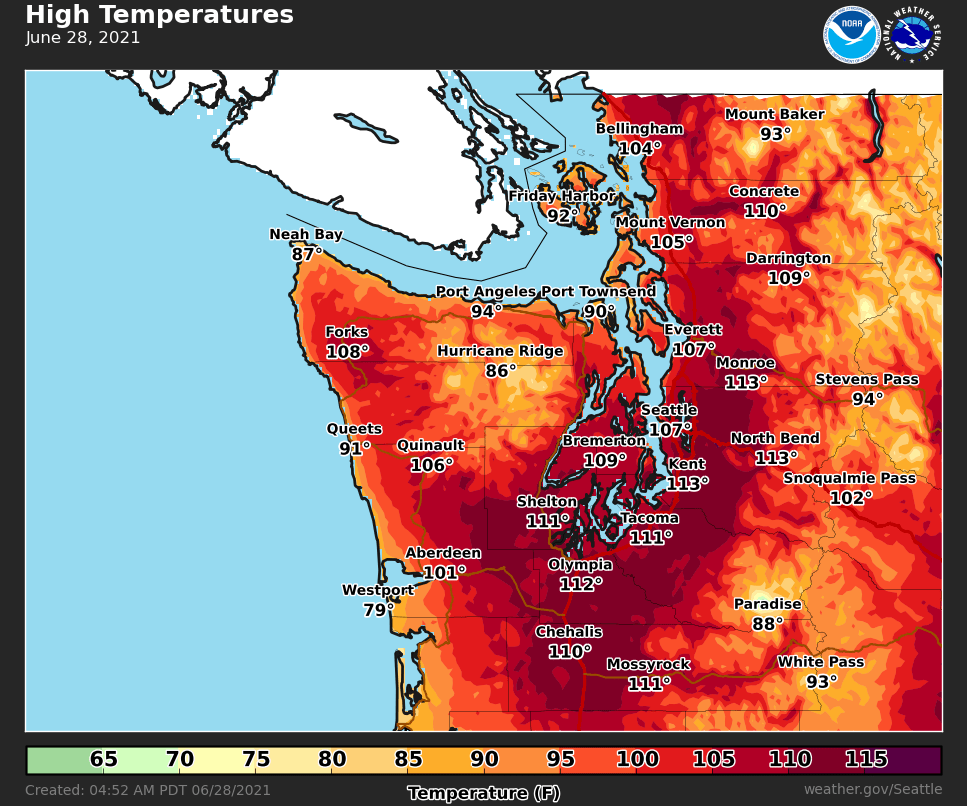
Vorhergesagte Temperaturen (Grad Fahrenheit) in Washington am 28. Juni 2021

Ein weiterer Faktor war die herrschende Dürre.  81 % des amerikanischen Westens litten Ende Juni unter einer schweren bis außergewöhnlichen Dürre; das erste Mal überhaupt, dass dieser Wert über 80 % lag. 55 % der Fläche erlebte zum Zeitpunkt der Hitzewelle sogar eine extreme oder außergewöhnliche Dürre. Diese enorme Trockenheit begünstigte den Temperaturanstieg: bei Trockenheit kann weniger Wasser aus dem Boden verdunsten, die Luft bleibt somit trockener und trockene Luft wird durch die gleiche Energiemenge deutlich stärker erwärmt als feuchte. Forschungsergebnisse zeigen, dass diese Dürre durch die Erderwärmung verschlimmert wurde, da höhere Temperaturen den Boden stärker austrocknen. Über diesen Mechanismus verursacht die Hitzewelle auch ihrerseits wieder eine Verschärfung der Dürre – eine Positive Rückkopplung. Zudem lenkte das Hochdruckgebiet, das die Hitzewelle auslöste, etwaige Regenwolken ab.

### Globale Erwärmung

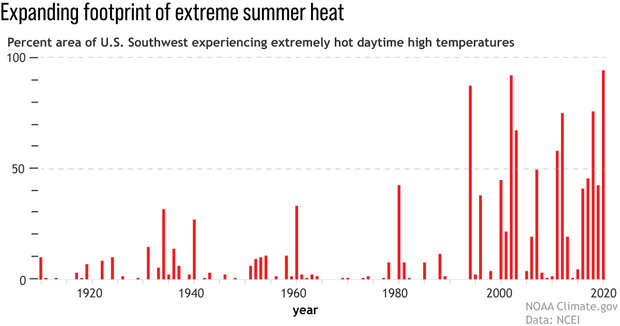
Verstärktes Auftreten von Extremhitze im Südwesten der USA seit 1910. Die roten Balken zeigen den Prozentsatz der Fläche des Südwestens der USA (Colorado, Utah, Arizona und New Mexico) je Sommer, der extrem warme Tage mit Tageshöchsttemperaturen in den oberen zehn Prozent der historischen Aufzeichnungen aufwies.

Die Hitzewelle war maßgeblich von der globalen Erwärmung beeinflusst, die global bereits zu einer durchschnittlichen Temperaturerhöhung von 1,2 °C gegenüber der vorindustriellen Zeit geführt hat. Gemäß Omar Baddour, der bei der Weltorganisation für Meteorologie die Abteilung Klimaüberwachung und -politik leitet, treten Hitzewellen mit steigenden Treibhausgaskonzentrationen häufiger auf und werden intensiver, beginnen früher, enden später und haben größere Auswirkungen auf die menschliche Gesundheit. Nikos Christidis vom Met Office erklärte, dass es ohne menschengemachten Klimawandel nahezu unmöglich gewesen wäre, im Juni derart hohe Temperaturen zu erreichen, da die Wahrscheinlichkeit für solche Ereignisse unter natürlichen Umständen bei eins zu einigen Zehntausend läge.
Atmosphärische Windbänder wie der Jetstream werden durch den Klimawandel beeinflusst und tragen zur Entstehung von Extremtemperaturen bei.
Bereits jetzt wird ein erhöhtes Auftreten von Hitzewellen in den USA festgestellt. So traten in den 1960ern durchschnittlich noch zwei Hitzewellen pro Jahr auf, wohingegen sich die Anzahl bis in die 2010er Jahre auf sechs Hitzewellen pro Jahr verdreifachte. Auch die Größe der von den Hitzewellen betroffenen Regionen hat sich laut einer Untersuchung mehrerer amerikanischer Universitäten anhand Daten der letzten 38 Jahre in der Nördlichen Hemisphäre durchschnittlich um 50 Prozent ausgedehnt.
Eine am 7. Juli 2021 erschienene Attributionsstudie kam zu dem Ergebnis, dass die Hitzewelle mit diesen Maximaltemperaturen in der Region 45–52 ºN, 119–123 ºW ohne menschengemachten Klimawandel nahezu unmöglich gewesen wäre. Demnach lagen die Temperaturen derart weit außerhalb historischer Beobachtungsdaten, dass es schwer gewesen sei, zu quantifizieren, wie selten das Ereignis war. Als realistischsten Wert gibt die Studie an, dass eine solche Hitzewelle bei gegenwärtigem Klima nur einmal alle 1000 Jahre auftreten würde. Zudem habe der menschengemachte Klimawandel das Auftreten dieser Hitzewelle um mindestens Faktor 150 wahrscheinlicher gemacht. Auch sei die Hitzewelle durch den Klimawandel um 2 °C heißer gewesen als eine sonst gleiche Hitzewelle, die zu Beginn der Industriellen Revolution stattgefunden hätte. Hätte die Hitzewelle unter Bedingungen einer um 2 °C wärmeren Welt verglichen mit der vorindustriellen Zeit stattgefunden, was bereits Anfang der 2040er Jahre erreicht sein könnte (dies gegenüber 2020 einem Plus von 0,8 °C), dann wäre die Hitzewelle noch ein weiteres Grad heißer gewesen als beobachtet. In einer solchen Welt würde sich eine Hitzewelle wie die 2021 aufgetretene dann alle fünf bis zehn Jahre statt etwa alle 1000 Jahre wiederholen.
Laut einer Studie des Klimatologen Michael E. Mann erhöht die globale Erwärmung die Wahrscheinlichkeit für das Auftreten von Hitzewellen und Extremregen bis zum Jahr 2100 um ca. 50 Prozent, wie Jetstream-Simulationen zeigten.

## Temperaturrekorde
Bereits vor Beginn der Hitzewelle prognostizierten Wettermodelle außergewöhnlich hohe Temperaturen, die das Eintreffen einer historischen Hitzeperiode erwarten ließen.
Die Hitzewelle führte zu einigen der höchsten jemals aufgezeichneten Temperaturen, einschließlich der höchsten jemals in Kanada gemessenen Temperatur. Sie betraf auch Gebiete im Landesinneren von Zentral- und Südkalifornien sowie den Nordwesten und Süden Nevadas, obwohl die Temperaturen im Vergleich zu den weiter nördlich gelegenen Regionen nicht so extrem waren. An mehreren Orten wurden Temperaturen erreicht, die die bisherigen Temperaturrekorde trotz z. T. über 100 Jahre zurückreichender Aufzeichnungen teils um mehrere Grad Celsius übertrafen, was aus meteorologischer Sicht außergewöhnlich ist. So wurden gleich in einer ganzen Reihe von Städten die vorherigen Temperaturrekorde um 5 °C und mehr überboten, darunter Portland mit 46,6 °C. In Olympia und Quillayute wurden die vorherigen Rekorde um ca. 6 °C übertroffen, Salem lag sogar um 9 °C über seinem vorherigen Temperaturrekord.
Der Wetterhistoriker Christopher Burt erklärte, die Hitzewelle sei das „abnormalste regionale extreme Hitzeereignis, das seit Beginn der Temperaturaufzeichnungen irgendwo auf der Erde aufgetreten ist“. Maximiliano Herrera, ein Wissenschaftler, der Wetterrekorde erforscht, schrieb, für die Hitzewelle existiere weltweit kein Vergleich. Es gebe einen „endlosen Wasserfall von Rekorden, die zertrümmert“ würden. In einer Woche seien mehr Allzeithitzerekorde um mehr als 5 °C gebrochen worden als in den mehr als 84 Jahren, seit denen es weltweite Temperaturaufzeichnungen gebe.
Auch insgesamt war der Juni 2021 gemäß Copernicus der heißeste Juni in Nordamerika seit Beginn der satellitengestützten Datenerhebung. Der Monat lag 1,2 °C über dem Monatsdurchschnitt der Jahre 1991 bis 2020 bzw. mehr als 2 °C über der vorindustriellen Zeit.
Kanada
Unter anderem wurde im Ort Lytton in British Columbia an drei Tagen in Folge der kanadische Temperaturrekord gebrochen. Nachdem zunächst mit 46,6 °C der seit 1937 bestehende Rekord von 45 °C deutlich übertroffen wurde, stieg das Thermometer am Folgetag auf 47,9 °C und erreichte am 29. Juni schließlich 49,5 °C. Damit lag die Temperatur höher als jemals in Europa, Südamerika, großen Teilen der USA mit Ausnahme der Wüstenregionen im Südwesten, oder Städten wie Sydney und Las Vegas gemessen wurde. Nur in 26 Staaten der Erde traten jemals höhere Temperaturen auf. Üblicherweise liegen die Maximaltemperaturen in Lytton im Juni bei ca. 25 Grad Celsius, im Juli beträgt die langjährige durchschnittliche Tageshöchsttemperatur 24,3 °C. Ohne Einfluss des Menschen auf das Klima würde eine solche Temperaturabweichung statistisch nur in Intervallen von einigen Tausend bis etwa Zehntausend Jahren auftreten.
Zudem wurde am 30. Juni 2021 in Fort Smith, das nördlich des 60. Breitengrades liegt, 103 Grad Fahrenheit (ca. 39,5 °C) erreicht. Dies ist die höchste Temperatur, die jemals derart weit im Norden gemessen wurde.
USA
Auch in vielen anderen Regionen der nordwestlichen Vereinigten Staaten kam es zu Hunderten neuen Temperaturrekorden. Die NOAA verzeichnete binnen 30 Tagen (Stand Mitte Juli 2021) insgesamt 585 neue Allzeitrekorde in den USA; 349 neue Tageshöchsttemperaturen und 236 neue Rekorde für die wärmste Nachttiefsttemperaturen. Alleine in Nord-Kalifornien, Oregon, Washington und Idaho wurden zwischen dem 25. und 30. Juni etwa 175 neue Hitzerekorde aufgestellt. In Oregon wurden dabei Werte von deutlich jenseits der 40 °C gemessen. Seattle, Portland und eine Vielzahl weiterer US-Städte erreichten nie zuvor dort gemessene Temperaturen; teils lagen die Werte über 46 °C. In Salem wurde mit 47,2 °C die höchste Temperatur seit Beginn der Aufzeichnungen Ende des 19. Jahrhunderts erreicht.
In der zweiten Phase kam es ab dem 9. Juli 2021 erneut zu extremer Hitze an der Westküste der USA. Unter anderem wurden im Death Valley 130 Grad Fahrenheit gemessen (ca. 54,4 °C). Nur zwei Mal, 1931 in Tunesien und 1913 ebenfalls im Death Valley, wurden auf der Erde höhere Temperaturen verzeichnet. Beide Messungen sind wissenschaftlich umstritten, sodass die an diesem Tag gemessene Temperatur den Rekord für die bisher höchste zuverlässig ermittelte Temperatur eingestellt haben könnte. Die bisher höchste zuverlässig ermittelte Temperatur lag bei 129,9 Grad Fahrenheit (54,4 °C) und wurde am 16. August 2020 ebenfalls im Death Valley aufgestellt. Zudem wurden dort am 10. Juli mit 42,0 °C die höchste Tagesminimaltemperatur in Nordamerika gemessen. Nur einmal zuvor wurde weltweit am 26. Juni 2018 in Oman mit 42,6 °C eine höhere Mindesttemperatur aufgezeichnet:.
Palm Springs im Süden Kaliforniens stellte mit 49 °C einen neuen Allzeitrekord auf und auch Las Vegas stellte mit 47 °C seinen bisherigen Temperaturrekord ein.

## Folgen

### Todesfälle
Die Hitzewelle verursachte zahlreiche Todesfälle; u. a. starben in British Columbia binnen einer Woche mindestens 719 Menschen einen plötzlichen Tod, ca. drei Mal so viele wie im Durchschnitt (Stand: 2. Juli 2021). In den drei bis fünf Jahren zuvor hatte es in der Provinz insgesamt nur drei hitzebedingte Todesfälle gegeben. Allein in Vancouver waren bis zum 30. Juni 69 Menschen an der Hitze gestorben. In Oregon wurden bis zum 3. Juli mindestens 95 Hitzetote gemeldet, im benachbarten Bundesstaat Washington rund 30 weitere. Insgesamt gab es in den USA mindestens 229 Fälle an Übersterblichkeit zwischen 26. und 30. Juni und in Kanada mindestens 808 zwischen 27. und 30. Juni.
Besonders problematisch war, dass durch die Hitzekuppel auch in der Nacht die Temperaturen sehr hoch blieben, was den Hitzestress für die betroffene Bevölkerung verlängerte. Die von der Hitzewelle verursachte Übersterblichkeit lag aller Wahrscheinlichkeit nach noch weitaus höher, als es die ersten Abschätzungen erwarten ließen.
Bereits vor der Hitzewelle führte Hitze die Statistik der wetterbedingten Todesursachen in den USA an.

### Ökologische Folgen
Infolge der Hitzewelle kam es ebenfalls zu Schäden an der Fauna und Flora. Unter anderem führte die Hitzewelle dazu, dass in den Gezeitenbereichen der Küste eine große Zahl von Meereslebewesen wie Muscheln, Miesmuscheln, Meeresschnecken und Seesterne getötet wurden. Diese sind grundsätzlich an den Rückzug des Wassers angepasst und können bei Ebbe über kurze Zeiträume durchaus Temperaturen bis knapp 40 °C ertragen. Allerdings waren sie durch die Hitzewelle teils Temperaturen bis über 50 °C Celsius ausgesetzt, wobei die hohen Temperaturen teils über sechs Stunden anhielten. Ein Marinebiologe der University of British Columbia kalkulierte anhand von Hochrechnungen gefundener verendeter Tiere, dass die Hitzewelle im Bereich der Salish Sea mehr als eine Mrd. Tiere getötet haben könnte. Dies habe auch Auswirkungen auf die Wasserqualität, da Muscheln das Wasser filterten.
Flüsse, wie der Feather River, aber auch Seen, wie der Lake Mead (das größte Wasserreservoir der USA), verzeichneten infolge der Verdunstungen bei der Hitzewelle Rekordniederstände.

### Stromausfälle und Infrastrukturschäden

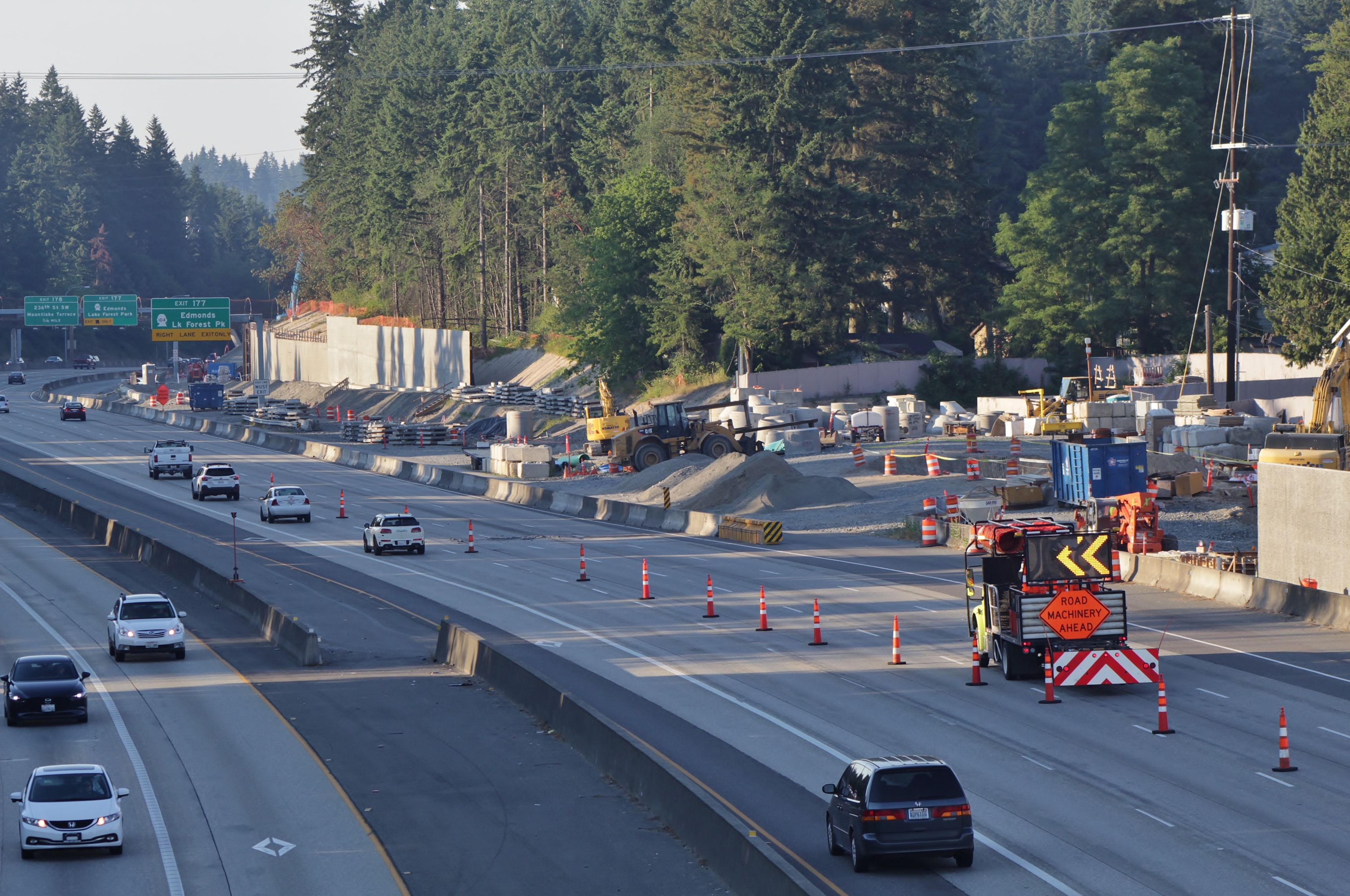
Reparaturarbeiten an einem hitzebeschädigten Abschnitt der Interstate 5, Washington

Die Stromproduktion am Oroville Damm musste zum ersten Mal in seiner Geschichte aufgrund niedriger Pegelstände des Feather Rivers eingestellt werden.
In der von der Hitzewelle getroffenen Region wurden mehrere Stromausfälle wegen Überlastung des Stromnetzes durch die erhöhte Nutzung von Klimaanlagen und Ventilatoren gemeldet. In Portland wurde der Betrieb von Straßenbahnen eingestellt, da Stromkabel sich in der Hitze ausdehnten und durchhingen. Um den Zusammenbruch der Stromversorgung zu vermeiden, wurde von Seiten der Stromversorger in manchen Regionen vorsorglich der Strom abgeschaltet.
In Edmonton in der Provinz Alberta war es so heiß, dass sich Dutzende Gehsteige aus Beton derart stark ausdehnten, dass sie sich aufwölbten. Insgesamt registrierte die Stadt bis zum 3. Juli 57 solcher Fälle.

### Waldbrände

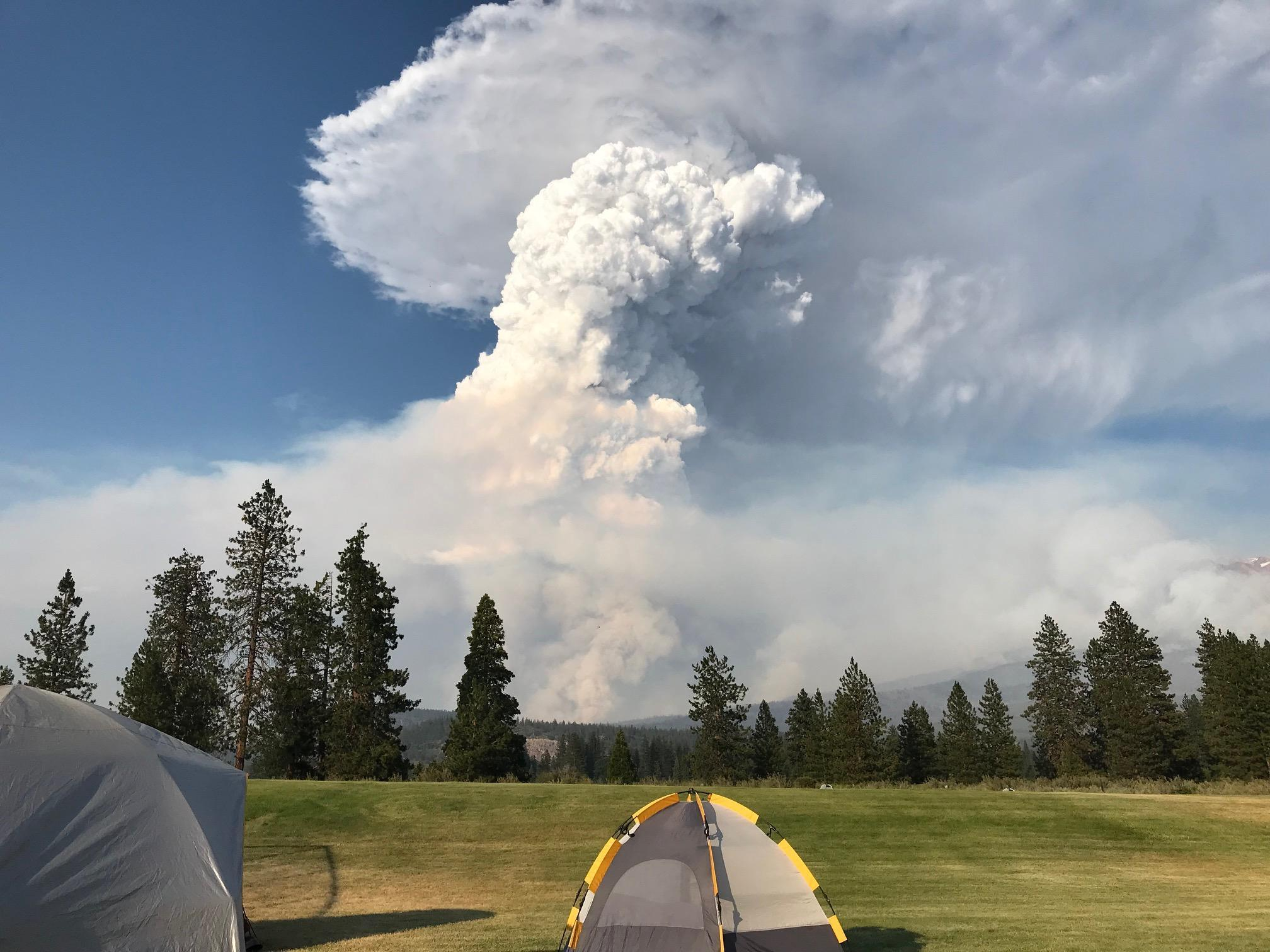
Lava-Feuer, Kalifornien, 30. Juni 2021

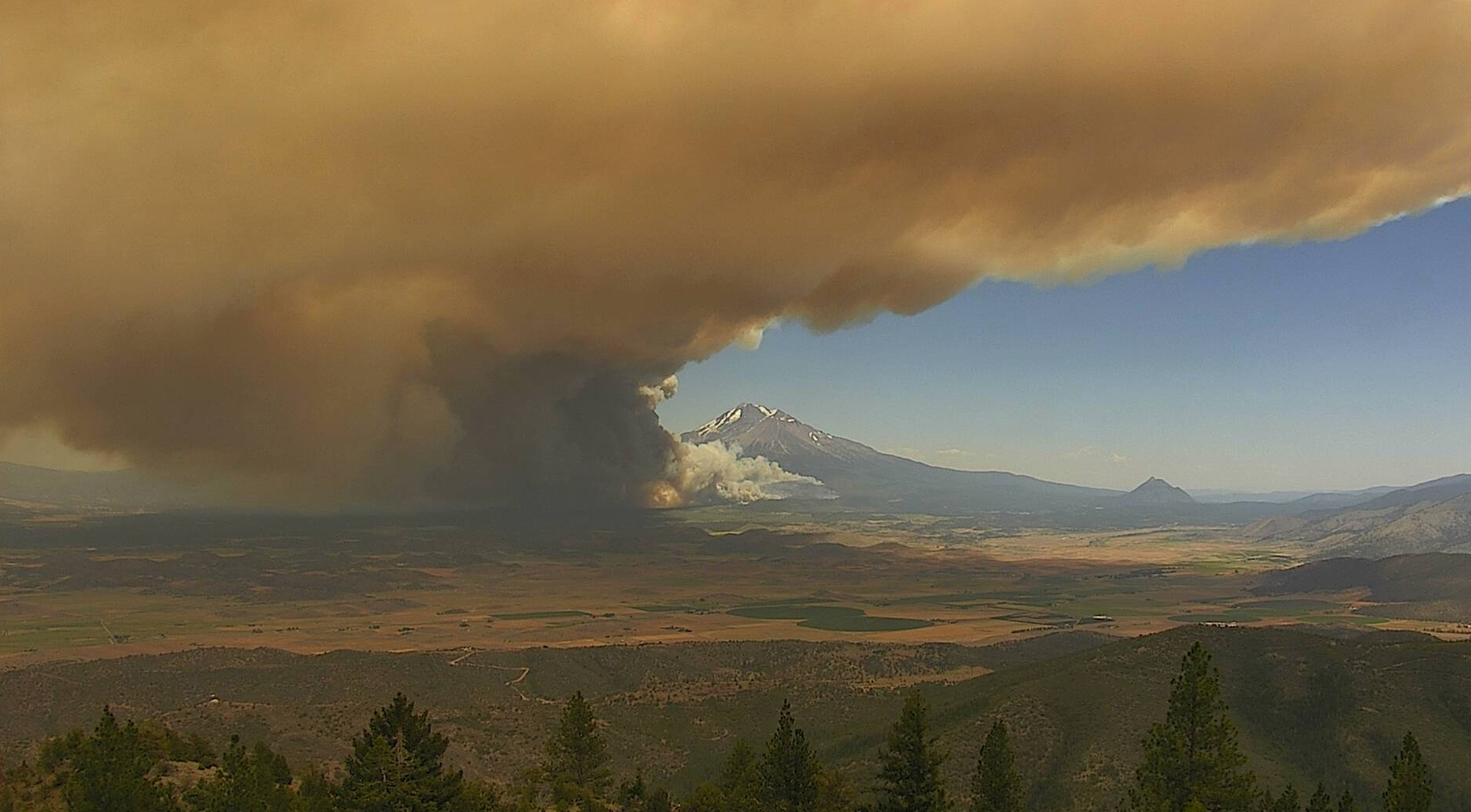
Waldbrand in Kalifornien, 28. Juni 2021

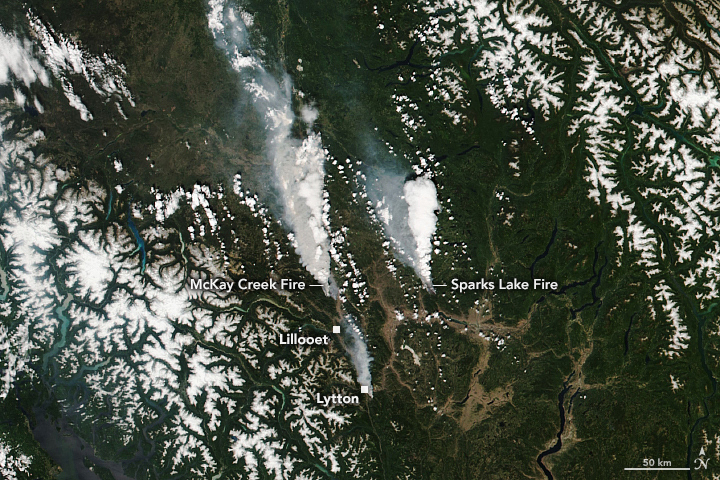
Waldbrände in British Columbia nahe Lytton 30. Juni, 2021

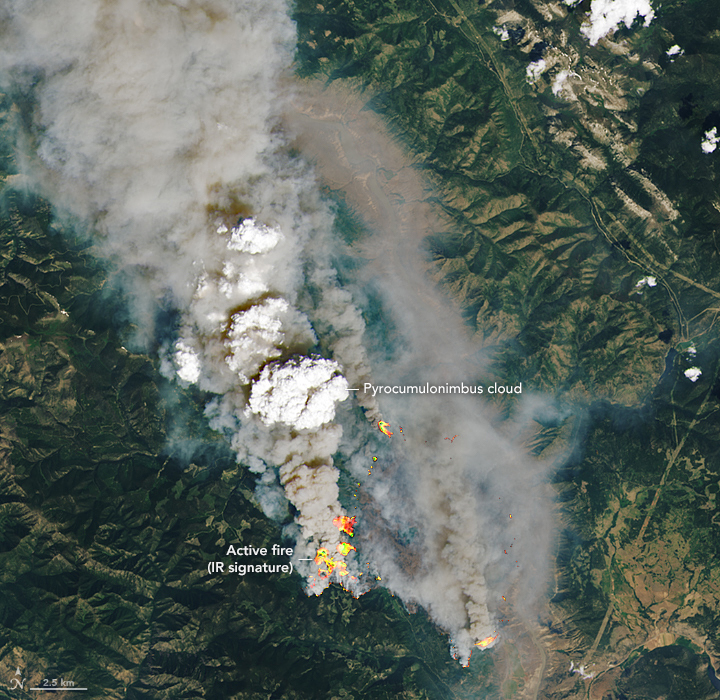
Waldbrand in British Columbia mit Pyrocumulonimbus, 30. Juni 2021

Aufgrund der enormen Hitze war die Waldbrandgefahr sehr hoch, sodass sowohl in den USA als auch in Kanada Tausende Flächenbrände ausbrachen. Mit Stand 12. Juli brannten in den beiden Staaten mehr als eine Million Hektar Land.
USA
In etwa einem Dutzend US-Bundesstaaten kam es zu Bränden; in Kalifornien brach u. a. das sogenannte Lava-Feuer aus, das bis 1. Juli bereits 7000 Hektar Wald vernichtet hatte. US-Präsident Joe Biden erklärte, die Waldbrandgefahr 2021 sei „so ernst wie nie zuvor“ und warnte davor, dass die Saison noch schlimmer werden könne als die Waldbrandsaison 2020, als Kalifornien die größten Brände seit Beginn der Aufzeichnungen erlebt hatte. Alleine in Kalifornien, wo die Bodenfeuchte bereits Anfang Juli auf ein Niveau abgesunken war, das sonst erst Ende August erreicht wird, mussten Tausende Menschen zeitweise evakuiert werden, mehrere Gebäude wurden zerstört. Mit Stand 20. Juli brannten in den USA mehr als 80 große Waldbrände, darunter das Bootleg Fire in Oregon, das zu diesem Zeitpunkt bereits mehr als 1450 km² Land verbrannt hatte. Insgesamt waren bis zu diesem Zeitpunkt mehr als 4000 Wald- und Flächenbrände registriert worden, etwa doppelt so viel wie im Vorjahr.  Ebenfalls bedroht war die Stromversorgung in Oregon und Kalifornien, da ein Brand wichtige Hochspannungsleitungen gefährdete. In Arizona kamen zwei mit Luftbeobachtung beschäftigte Feuerwehrleute bei einem Flugzeugabsturz ums Leben.
Kanada
Auch in British Columbia kam es zu großflächigen Waldbränden, deren Bekämpfung durch überhitzende Triebwerke der Löschhubschrauber zusätzlich erschwert wurde. Das „Sparks-Feuer“ wurde mit Stand 30. Juni auf rund 200 km² geschätzt, das „Mckay Creek“-Feuer auf 60 km². Ein weiteres Feuer bei Pink Mountain hatte zu diesem Zeitpunkt eine Größe von 48 km². Mit Stand 4. Juli gab es allein in British Columbia mehr als 180 Waldbrände, von denen sich 86 binnen nur zweier Tage entzündet hatten. Am 13. Juli waren es bereits mehr als 300 Brände. Am 20. Juli 2021 erklärte die Provinz aufgrund der Waldbrände den Notstand. Insgesamt wurden in Kanada bis zu diesem Zeitpunkt mehr als 4300 Waldbrände registriert, darunter rund 800 aktive. Ende Juli, und damit noch sehr früh in der Waldbrandsaison, waren alleine in British Columbia schon mehr als 4000 km² Fläche verbrannt. Damit war dort schon mehr Fläche den Flammen zum Opfer gefallen als im Durchschnitt der 2010er Jahre in der gesamten Saison.
Von Flammen weitgehend zerstört wurde der Ort Lytton, der am Tag zuvor den kanadischen Temperaturrekord aufgestellt hatte. Aufgrund der Geschwindigkeit, mit der die Brände sich ausbreiteten, musste die Ortschaft binnen Minuten evakuiert werden. Zwei Menschen starben.
Offizielle Brandermittler untersuchen zwei Bereiche nahe an Eisenbahngleisen. Polizei und Transportation Safety Board halten es für möglich, dass menschliche Aktivität die Brände ausgelöst hat.
Infolge der ausgedehnten Waldbrände bildeten sich Pyrocumulonimbus-Wolken (Feuerwolken) aus, die bis in eine Höhe von 16,8 km reichten. Damit gelangten sie bis in die Stratosphäre, was sehr unüblich ist und nur bei den schwersten Bränden beobachtet wurde (beispielsweise bei den Buschbränden in Australien 2019/2020). Diese Wolken führten zu schweren, nahezu niederschlagslosen Gewittern mit sehr vielen Blitzen, die ihrerseits wieder sehr wahrscheinlich weitere Waldbrände verursachten. Von den mehr als 180 Waldbränden, die am 4. Juli in British Columbia brannten, wurden 70 % von der Waldbrandbehörde als wahrscheinlich durch Blitzeinschläge verursacht eingestuft. In West-Kanada kam es am 30. Juni und 1. Juli binnen 15 Stunden zu mehr als 700.000 Blitzen, von denen mehr als 100.000 den Boden erreichten. Dies entspricht ca. 5 % der Menge an Blitzen, die sonst im Laufe eines ganzen Jahres in Kanada auftreten. Die meisten dieser Blitze wurden von Pyrocumulonimbus-Wolken ausgelöst, die infolge der Waldbrände entstanden. Diese Wolken können so ausgedehnt und hoch sein, dass sie ein eigenes lokales Wetter produzieren. Neal Lareau, Professor für Atmosphärenwissenschaften, der an von Waldbränden verursachten Wetterphänomenen forscht, erklärte, dies könne das größte Auftreten dieser Wolken sein, das er je gesehen habe.
Das kanadische Militär entsandte eine Einheit in die Region, um die Feuerwehr zu unterstützen.
Luftverschmutzung
Die Waldbrände verursachten große Rauchwolken, die über den ganzen Kontinent bis an die rund 4000 Kilometer entfernte Ostküste der Vereinigten Staaten zogen und in verschiedenen Städten wie Philadelphia, Washington, D.C., Pittsburgh, Toronto und New York City die Luft verschmutzten und den Himmel verdunkelten. Infolgedessen erreichte Manhattan am 20. Juli 2021 einen Luftverschmutzungsindex von 157, womit dort zu diesem Zeitpunkt noch vor chronischen Luftverschmutzungs-Hotspots wie Lima und Kalkutta die höchste Luftverschmutzung weltweit herrschte. Die Behörden gaben Gesundheitswarnungen für gefährdete Personengruppen heraus; allerdings können solch hohe Werte bereits bei gesunden Menschen Atembeschwerden, Halsreizungen und tränende Augen auslösen. Bereits Werte über 100 gelten als gesundheitsgefährdend.